# Есекијел Зебаљос
Оскар Есекијел Зебаљос (шп. Oscar Exequiel Zeballos; Банда, 24. април 2002) је аргентински фудбалер који тренутно наступа за Боку јуниорс. Игра на позицији крилног нападача.

## Успеси
Бока јуниорс
- Прва лига Аргентине (1) : 2022.[7]
- Куп Аргентине (1) : 2019/20.[8]
- Лига куп Аргентине (2) : 2020, 2022.[9]
- Интернационални суперкуп Аргентине: (финале: 2022)[10]
- Копа либертадорес: (финале: 2023)[а]

 Аргентина до 15
- Јужноамеричко првенство до 15 година (1) :  2017.[12]

 Аргентина до 17
- Јужноамеричко првенство до 17 година (1) :  2019.[13]